# John Taylor (poète)
Pour les articles homonymes, voir John Taylor et Taylor.
John Taylor (24 août 1578 - 1653) est un poète anglais, qui se surnommait lui-même « le Poète de l'eau » (The Water Poet).
Né à Gloucester, Taylor passe l'essentiel de sa vie à Londres, où il travaille au sein de la guilde des passeurs sur la Tamise. Ses œuvres constituent un témoignage précieux sur l'histoire sociale de la capitale anglaise au XVIIe siècle.